# Брусилів
Бруси́лів — селище в Україні, адміністративний центр Брусилівської селищної територіальної громади Житомирського району Житомирської області. Чисельність населення становить 7 тисяч осіб у 2023 році, 2,5 тисяч з яких ВПО. В минулому — адміністративний центр Брусилівського району, Брусилівської селищної ради та Брусилівської волості. До 1979 року — село, у 1979—2024 роках — селище міського типу.

## Населення
За даними перепису населення СРСР 1939 року чисельність населення становила 4 851 особу, з них українців — 4 392, росіян — 164, німців — 8, євреїв — 171, поляків — 68, інших — 48.

### Мова
Розподіл населення за рідною мовою за даними перепису 2001 року:
| Мова            | Кількість | Відсоток |
| --------------- | --------- | -------- |
| українська      | 5206      | 96.68 %  |
| російська       | 167       | 3.10 %   |
| румунська       | 5         | 0.09 %   |
| білоруська      | 3         | 0.06 %   |
| болгарська      | 1         | 0.02 %   |
| гагаузька       | 1         | 0.02 %   |
| інші/не вказали | 3         | 0.03 %   |
| Усього          | 5385      | 100 %    |

## Герб
У золотому щиті лазурова перекинута підкова, всередині якої чорне ковадло з чорними чоботями, що стоять на ньому. Підкова супроводжується знизу двома зеленими лавровими протиставленими гілками, перев'язаними внизу червоною стрічкою.

## Історія
Археологічні дослідження, що проводилися на березі річки Здвиж, поблизу Брусилова, свідчать про те, що тут селилися люди ще в добу бронзи. Знайдено також поселення ранньослов'янських часів (II—VI і VII—VIII ст.) та залишки давньоруського городища.
Доктор історичних наук, завідувачка відділу історичної регіоналістики Інституту історії України НАН України Ярослава Верменич, кандидат історичних наук Володимир Дмитрук вважають місце знаходженням літописного Здвиження у передмісті Брусилова
Перша літописна згадка про річку Здвиж, місто Вздвижень (Здвижень-город, Здвиженськ) зустрічаються в «Літописі руському» під роком 1097: через це місто везли з Білгорода до Володимира підступно осліпленого теребовлянського князя Василька Ростиславича.
Містечко згадується також у 1151 році в описі військових дій Ізяслава Мстиславовича і угорського короля Гейзи II проти Володимира Галицького. Від річки Тетерева у Вздвижень Ізяслав прийшов в один день.
У 1241 році Здвижень, як і більшість південних міст Київської Русі, був дощенту зруйнований монголо-татарами. До наших днів збереглися своєрідні пам'ятки тих давніх часів — численні кургани, оборонні споруди.
В період Великого князівства Руського Здвижень був «градом з укріпленим детинцем», а за часів феодалізму це було значне на той час місто з розвиненим ремеслом і торгівлею.
У XIV ст. Здвижень підпав під владу литовських феодалів. За часів литовського панування населений пункт входив до Київського воєводства. Після Люблінської унії він підпав під владу Польщі. Посилився гніт католицької церкви. Для захисту від нападів кримських татар у 70-х роках XVI ст. тут збудовано замок, який невдовзі вони зруйнували.
До 1540 року Здвижень був дідичиною роду Киселів-Брусиловських, а після смерті Тимофія Брусиловського село перейшло до його дружини Пелагеї, дочки Михайла Бутовича.
Власниця Здвиженя монахиня Пелагія Брусиловська в 1541 році пише заповітну грамоту-фундуш, за силою якої Брусилів переходить у власність Києво-Печерської лаври. Коли ж пан Яцько Бутович, хорунжий київський, силоміць одібрав Брусилів, то залишив містечко за собою лише після того, як в обмін за Брусилів дав Києво-Печерському монастиреві власний маєток Зайківщину, а король Генріх Валуа дав «законну» грамоту Бутовичу 24 березня 1574 року.
Назва Брусилів датується 1543 роком. 24 березня 1574 року король Генріх Валуа надав дозвіл шляхтичу (боярину) Яцьку Бутовичу збудувати замок на «шляхах татарських». У 1585 році король Стефан Баторій надав Брусилову магдебурзьке право за сприяння його власника — Яцька Бутовича. Дозволялося влаштовувати на рік чотири ярмарки та щотижня торги. Це сприяло розвитку ремесел, торгівлі тощо.
Брусилів на початку XVII ст. був невеличким містечком з слабкими церковними братствами. 1611 року частина брусилівців переселилася у Придесення, на Чернігівщину, де вони заснували поселення, назване на згадку про свою малу батьківщину теж Брусиловом. У 1628 році в Брусилові за державним переписом було всього 40 димів і 5 підсусідків, у 14 належних до «Брусилівського ключа» селах 34 дими.
Круто змінилося життя Брусилова в середині XVII століття. У багатьох українських селах і містечках при церквах були створені початкові школи. Правда у відомих нам документах про Брусилів того часу нема відомостей про школу. Народне ополчення з брусилівців і околичних сіл в 1648 році біля Брусилова дощенту розгромило великий татарський загін, який з метою грабунку прорвався у київське Полісся і повертався з великим ясиром. У ході війни Брусилів уцілів і від польської помсти, у той час як сусідні, наприклад, містечка Дідівщина і Рожів були зрівняні з землею.
У роки відносного спокою в Брусилові базувалася козацька Брусилівська сотня спочатку Білоцерківського, а потім Паволоцького полку, і таким чином Брусилів став сотенним містом, населення якого набагато збільшилось.
Протестом проти соціально-економічного гніту польської шляхти була участь населення в повстаннях Криштофа Косинського і Северина Наливайка.
Протягом 1648—1660 років Брусилів входив до складу Білоцерківського полку української держави Військо Запорозьке. До «Реєстру Війська Запорозького 1649 року» вписано 19 осіб козацького стану, що мешкали в Брусилові. Він був тоді сотенним містечком. Брусилівським сотником був тоді Василь Богуславець. Коли у лютому 1657 р. через Брусилів, їдучи до Гетьмана Богдана Хмельницького в Чигирин, проїжджав Петро Парчевич, то він у своїх записках назвав Брусилів першим «городом», який йому зустрівся після виїзду з Корця. Тобто весь простір між Корцем і Брусиловом був тоді пусткою. Після 1660 року Брусилів був зайнятий військами Речі Посполитої. У травні 1665 року Бишевом заволодів повстанський отаман Децик, який звав себе «овруцьким полковником» і узгоджував свої дії з московським урядом. Проте після його відступу до Києва у листопаді 1665 року Бишевом знову заволоділи війська Речі Посполитої

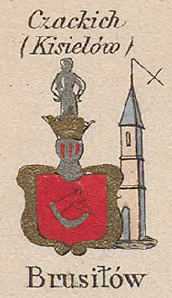
Брусилів на мапі Зигмунда Герстмана

Згідно з Андрусівським перемир'ям 1667 р., Брусилів залишився під владою Польщі.
Під час Коліївщини в Брусилові двічі побував Іван Бондаренко. Брусилівські козаки брали активну участь у військових діях повстанців.
За часів володіння Брусиловом Чацьким був побудований кам'яний замок, 1787 р.— костел, при якому існувала школа, а пізніше заснований кляштор ордену капуцинів. Після 2-го поділу Польщі Брусилів був приєднаний до Російської імперії, і в 1797 році він став волосни́м центром Радомишльського повіту Київської губернії.
У 1790 році Катерина II подарувала Брусилів разом з людьми Миколі Васильовичу Пушкіну, родичеві російського поета. Саме в Брусилові, за даними Британської енциклопедії 1902 року, Олександр Пушкін програв в карти поручикові Єршову свій твір «Горбоконик» (Конёк-Горбунок), який пізніше той опублікував під своїм іменем.
У 1793 році Правобережна Україна була зайнята російськими військами. В Брусилові з'явилися нові господарі. Розпочалася русифікація і асиміляція українського населення. Містечко потрапило до рук російського генерала Синельникова. Йому належали тисячі гектарів землі, сотні українців-кріпаків. Якщо з центру Брусилова перейти мостом через річку Здвиж, відразу ж з лівого боку на вулиці, що веде до села Нові Озеряни, в колишньому, з липових дерев, парку, можна побачити будівлю обнесену цегляним муром. З правого боку вулиці збереглися залишки муру із цегляними воротами. Це колишній маєток Синельникова.
У 1870 році онук Тадеуша Чацького — Віктор Чацький продав Брусилівський маєток радомишльському повітовому керівникові дворянства Василю Васильовичу Синельникову, від якого він перейшов до його спадкоємця — племінника Василя, останнього власника міста — Олексія Миколайовича Синельникова.
1913 року в Брусилові налічувалося 7,5 тис. жителів. З часом Брусилів почав занепадати і з містечка перетворився на село. Великих матеріальних збитків і людських жертв зазнав під час Другої Світової війни. Також на розвиток Брусилова 30 грудня 1962 року негативно вплинула втрата статусу районного центру. В 1979 році Брусилів здобув статус селища міського типу.
У 1932–1933 рр. — с. Брусилів, входило до складу Брусилівської сільради Брусилівського району Київської області. За даними різних джерел, у 1932—1933 рр. внаслідок голодомору 1932—1933 загинуло 200 чол. У Брусилівському районі в 1932—1933 рр. загинуло 3029 чол.
У 1986 році у зв'язку з трагічними подіями в Чорнобилі і необхідністю розселення значної кількості біженців в інших регіонах України до Брусилова та району було переселено багато людей з найбільш постраждалого Народицького району. У Брусилові було збудовано 2 великих селища для переселенців — Одеський масив та Херсонський масив.
Тож 1990 року було відновлено Брусилівський район.
26 січня 2024 року, відповідно до Закону України «Про порядок вирішення окремих питань адміністративно-територіального устрою України» від 28 липня 2023 року, віднесене до категорії селищ.

## Побут і промисловість
В даний час тут працюють хлібзавод та маслозавод, ковбасна фабрика «Брусилівські ковбаси», німецько-українське підприємство по виробництву фарб на водяній основі. У селищі — ліцей імені Георгія Олександровича Готовчиця та ліцей № 1 імені І. І. Огієнка, дитячий садок, районна поліклініка, районна лікарня, районний Будинок культури, дитяча музична школа, дитячо-юнацька спортивна школа, 2 бібліотеки, центр юнацької творчості «Мрія», історико-краєзнавчий музей ім. Івана Огієнка.
Функціонують відділення Ощадбанку та ПриватБанку.
Діють відділення «Нової пошти» та «Укрпошти».

## Релігія
В селищі присутні громади віруючих, які належать до таких спільнот, як:
- Українська Православна Церква (Московський патріархат),
- Українська Православна Церква (Київський патріархат),
- Римсько-католицька Церква,
- Церква Християн віри Євангельської,
- Церква незалежних християн віри Євангельської «Блага звістка».

## Пам'ятки

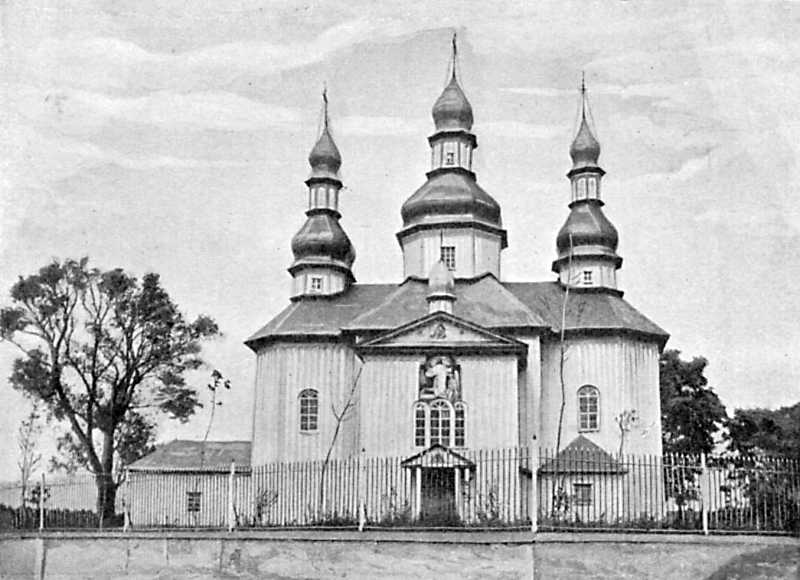
Воскресенська церква в Брусилові, побудована в 1711 році

Дерев'яна Воскресенська церква була побудована в 1711 році. Церкву було спалено німцями 1943 року. Також у Брусилові існувала дерев'яна Вознесенська церква, збудована у 1839—1846 роках на місці згорілої церкви 1709 року та знищена радянською владою у 1930-х роках.

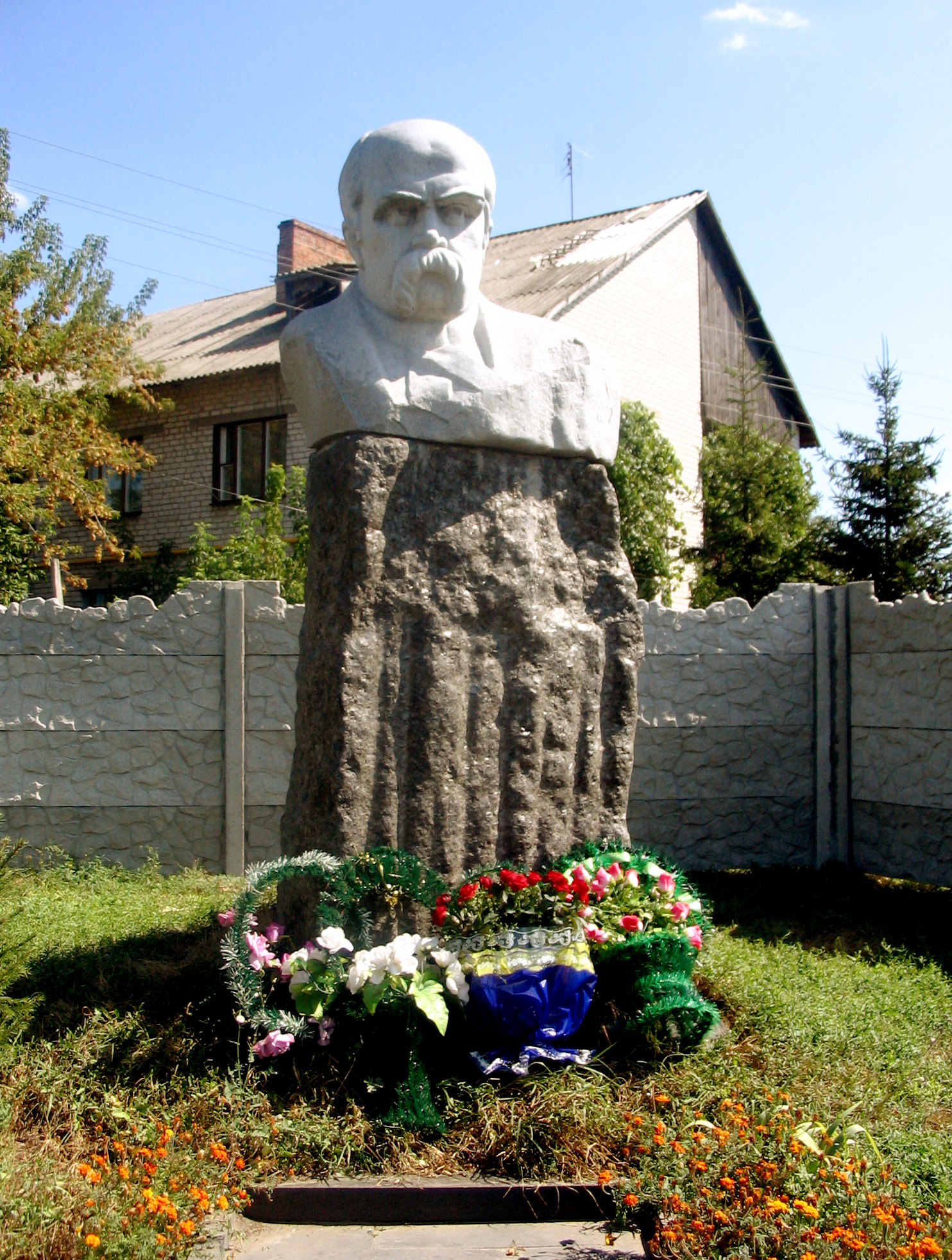
Пам'ятник Т. Г. Шевченку

У селищі є пам'ятки архітектури — залишки костелу і кляштора Ордену капуцинів (1784 р.), городище в центрі Брусилова (XI-XII ст.), замок (XIV ст.), 2 могильник на околиці містечка (XII-XIII ст.). Серед інших пам'яток архітектури— дерев'яний особняк Синельникова з парком (1870 рік), комплекс споруд земської лікарні (1903 рік) та будівля колишньої єврейської школи (1909 рік).
- У 1997 р. встановлено погруддя Т. Г. Шевченка.
- 21 серпня 2010  р. відкрито перший в Україні та другий у світі пам'ятник І.I.Огієнку.[12].

## Відомі мешканці

### Народилися
- Огієнко Іван Іванович (1882—1972) — український мовознавець, історик, державний і церковний діяч, педагог, далекий родич спортсмена Сергія Бубки.
- Давид Ігнатов (1885—1954) — американсько-єврейський прозаїк і драматург, редактор США XX століття.
- Болотін Григорій Самойлович (1896—1990) — діяч військової контррозвідки, генерал-майор (26.05.1943).
- Норд Бенедикт Наумович (1901—1965) — український і російський театральний режисер і педагог, народний артист УРСР.
- Лопухова Надія Йосипівна (1928—2014) — народна художниця України.
- Макаренко Олексій Дмитрович (1936—2005) — український художник.
- Зима Валентин Леонідович (1936—2005) — український науковець-біофізик, професор Київського університету
- Сергієнко Володимир Петрович (1954) — український педагог.
- Святненко Володимир Григорович (1969) — український письменник, краєзнавець і публіцист.
- Боклан Станіслав Володимирович (1960) — український актор театру та кіно, заслужений артист України
- Жабенко Юрій Леонідович (1984—2014) — солдат Збройних сил України, учасник російсько-української війни.

### Пов'язані з Брусиловом
- Крилов Микола Митрофанович (1879—1955) — радянський математик, фізик, інженер, доктор математики, професор, заслужений діяч науки УРСР, дійсний член Академії наук УРСР, почесним членом американського математичного товариства, французького математичного товариства, а також членом кореспондентом Коїмбрської Академії наук в Португалії.
- Червонюк Євген Іванович (1924—1982) — український оперовий співак-бас.
- Губерначук Станіслав Сергійович (1938) — філолог, письменник, журналіст, редактор, краєзнавець, громадський діяч
- Омельченко Олександр Олександрович (1938—2021) — український державний і громадський діяч, Герой України (2001 р.), Голова Київської держадміністрації з 1996 до 2006 року. Міський голова міста Києва з 1998 до 2006 року. Заслужений будівельник України, кандидат технічних наук.

## Галерея

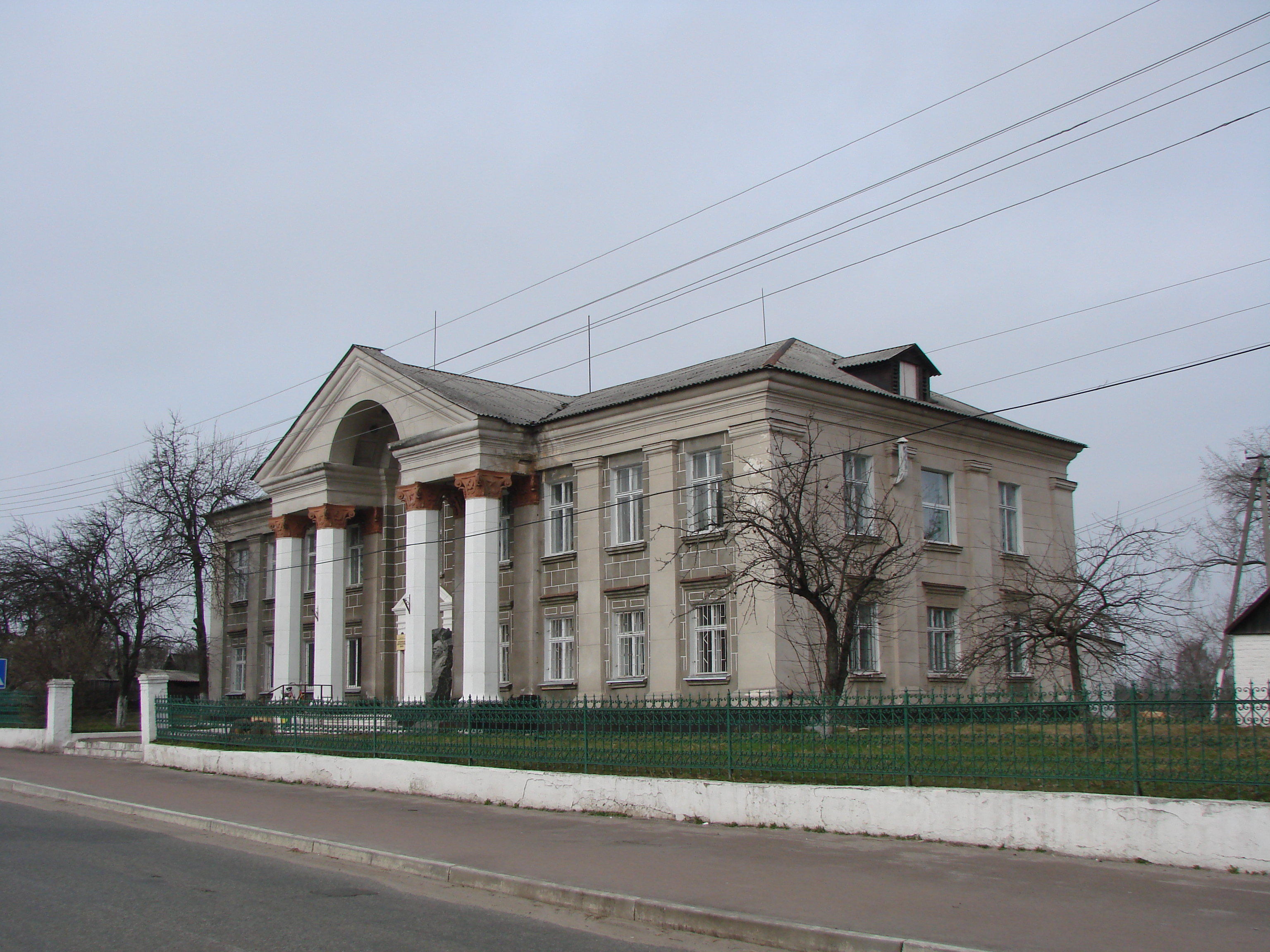
Адміністративна будівля 1950-х років у центрі містечка
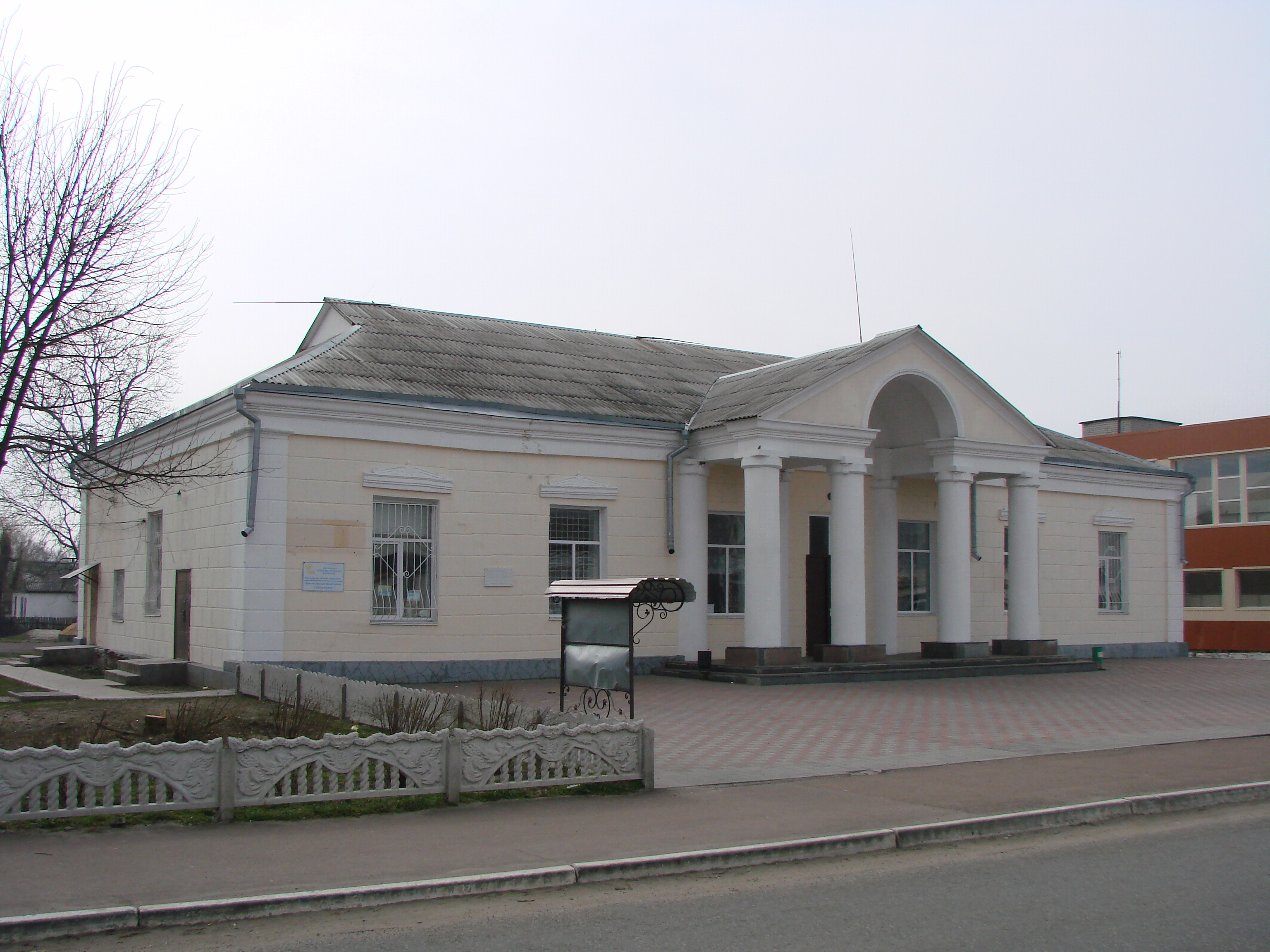
Будинок культури
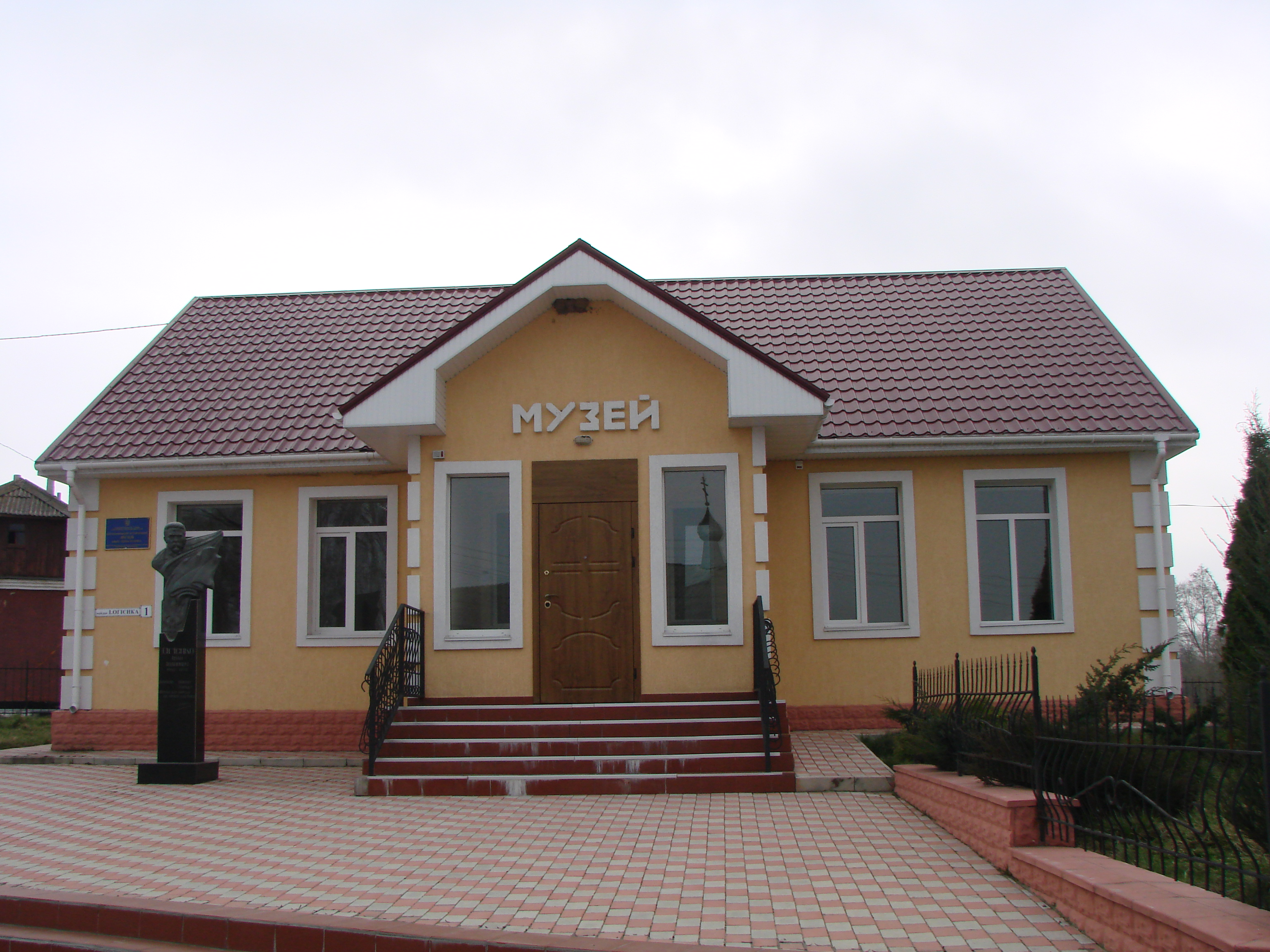
Брусилівський районний історико-краєзнавчий музей
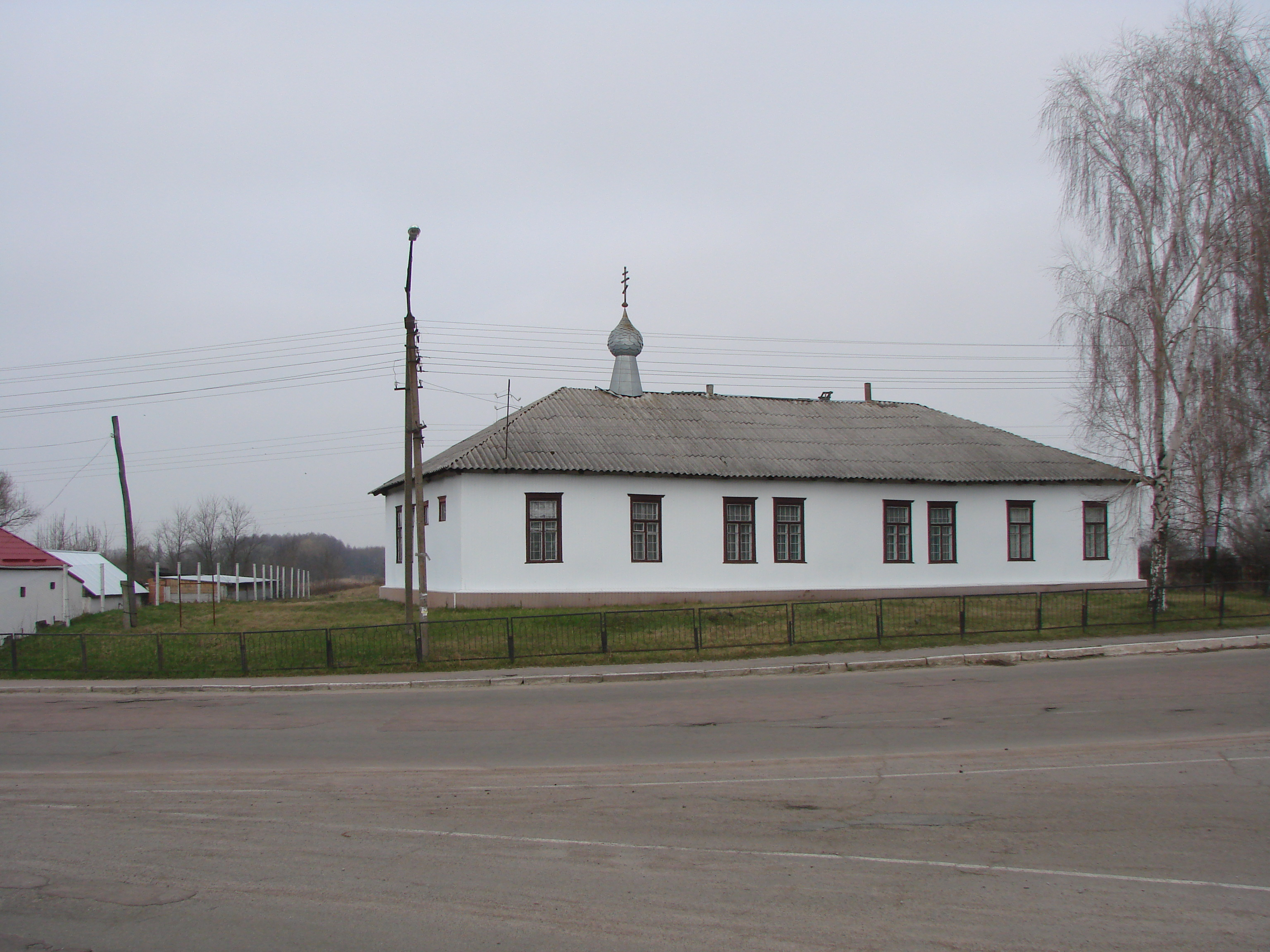
Церква у центрі Брусилова
Універмаг
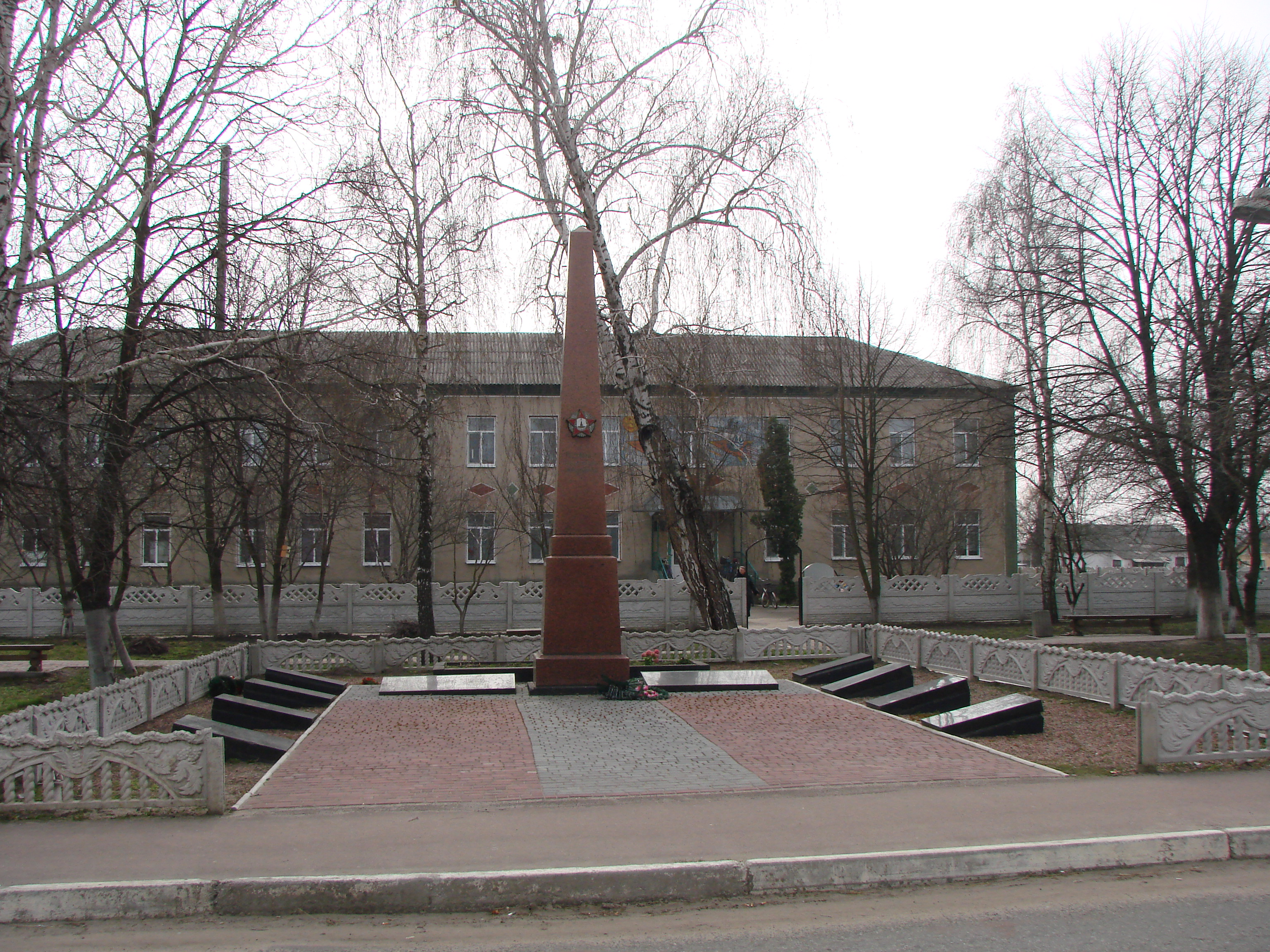
Меморіал та братська могила 84 воїнів у центрі містечка
Пам'ятник Івану Огієнку
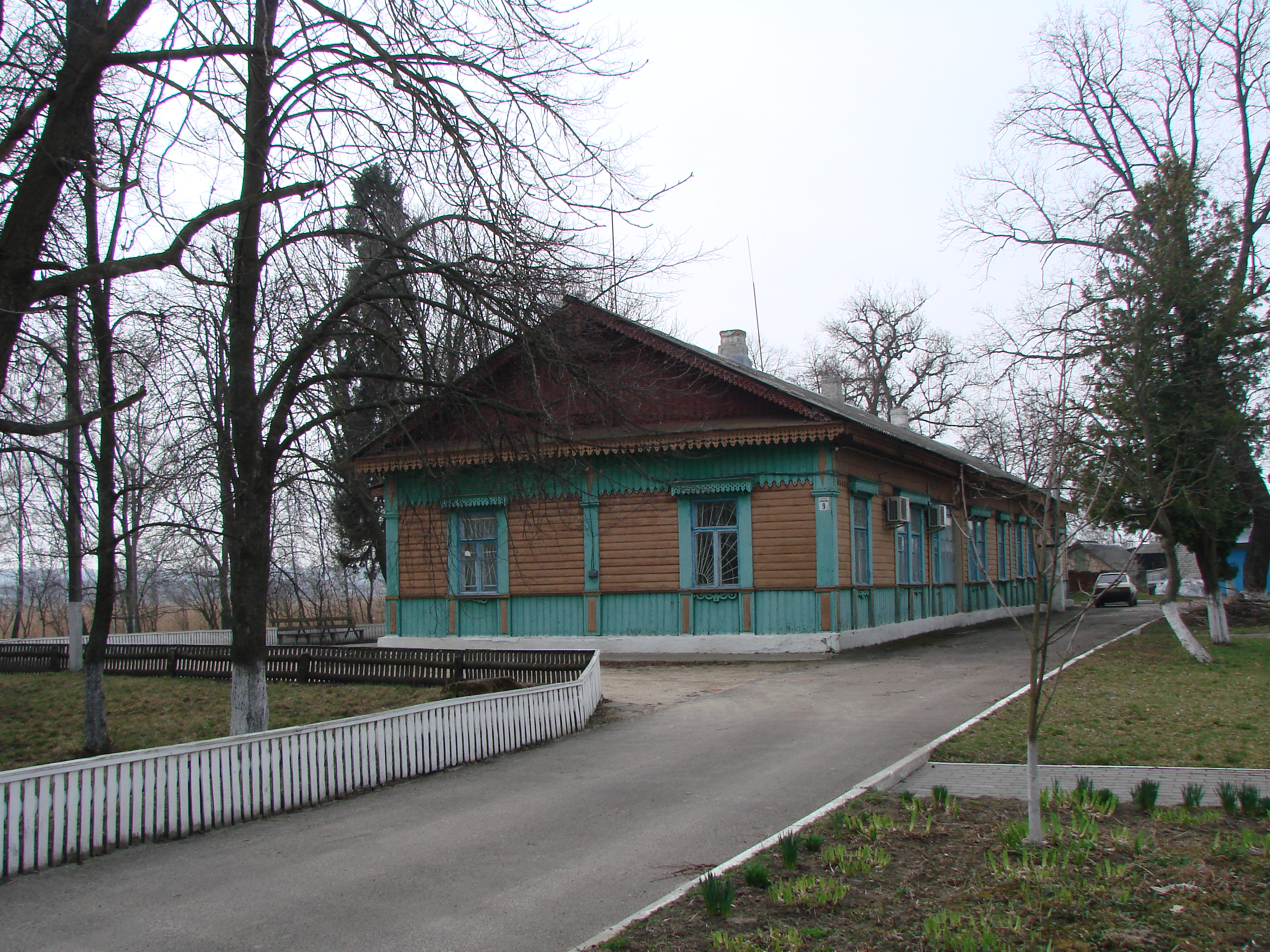
Садибний будинок Синельникових
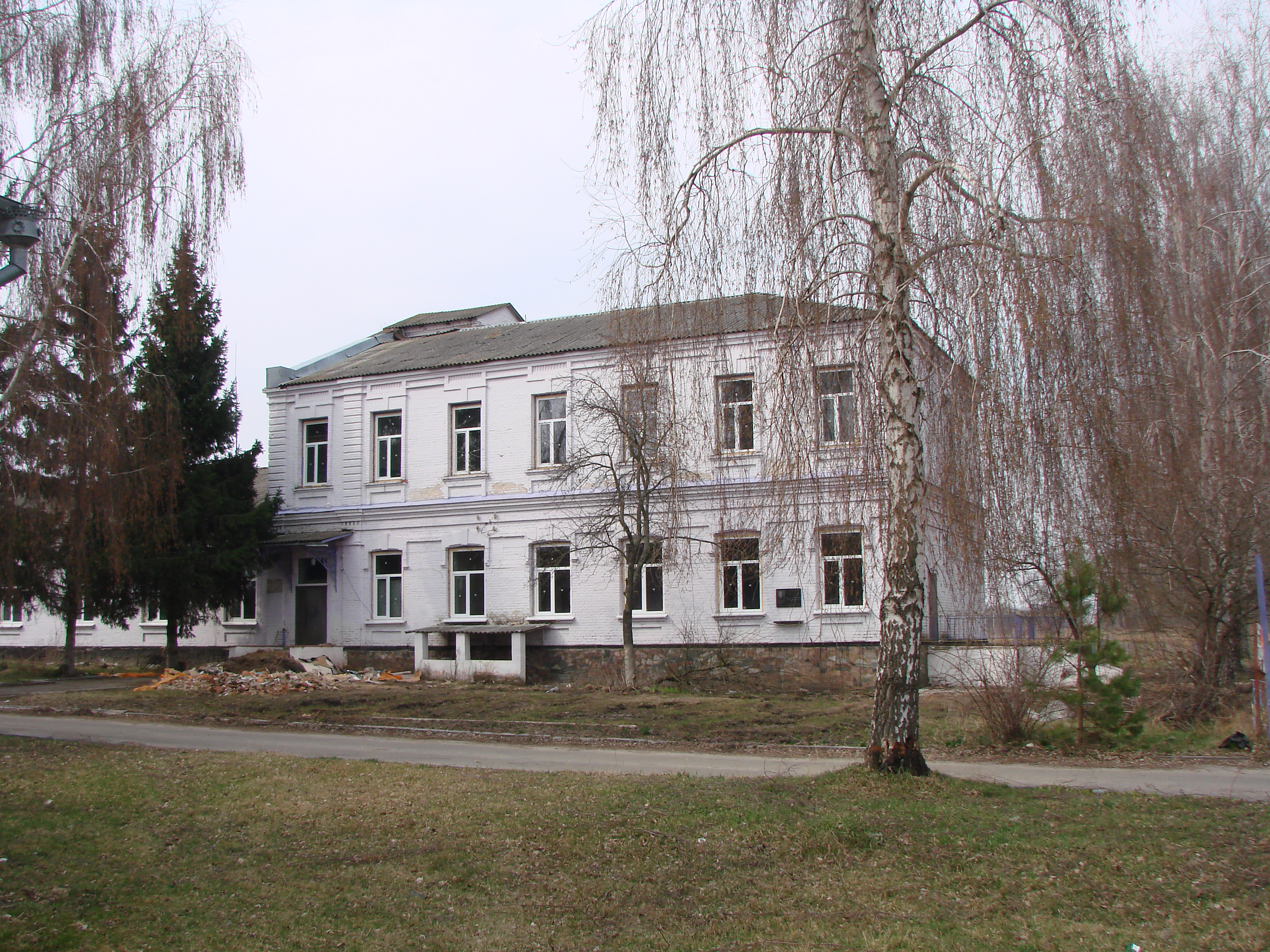
Головний корпус земської лікарні - старі корпуси ЦРЛ
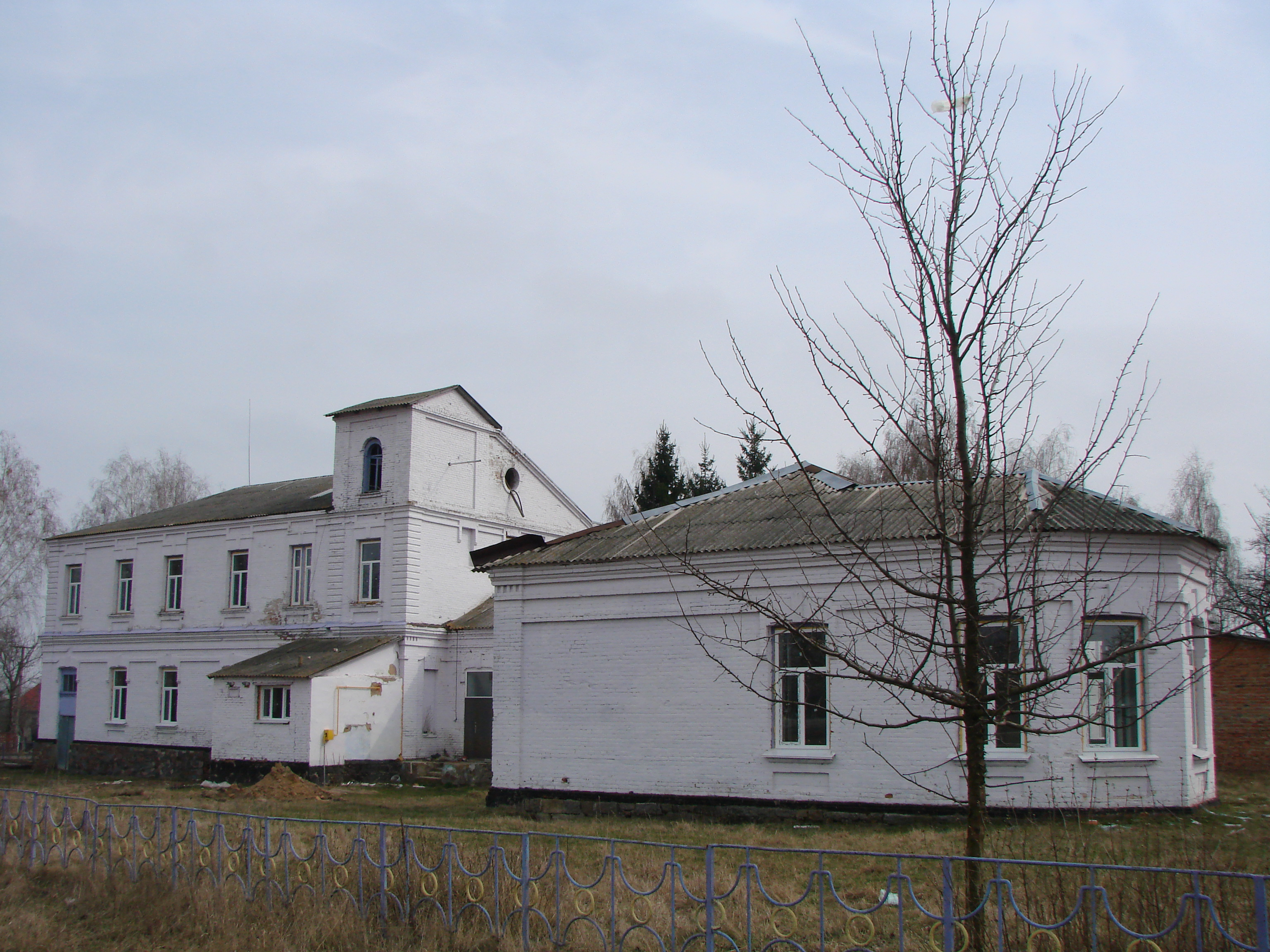
Корпуси земської лікарні - старі корпуси ЦРЛ
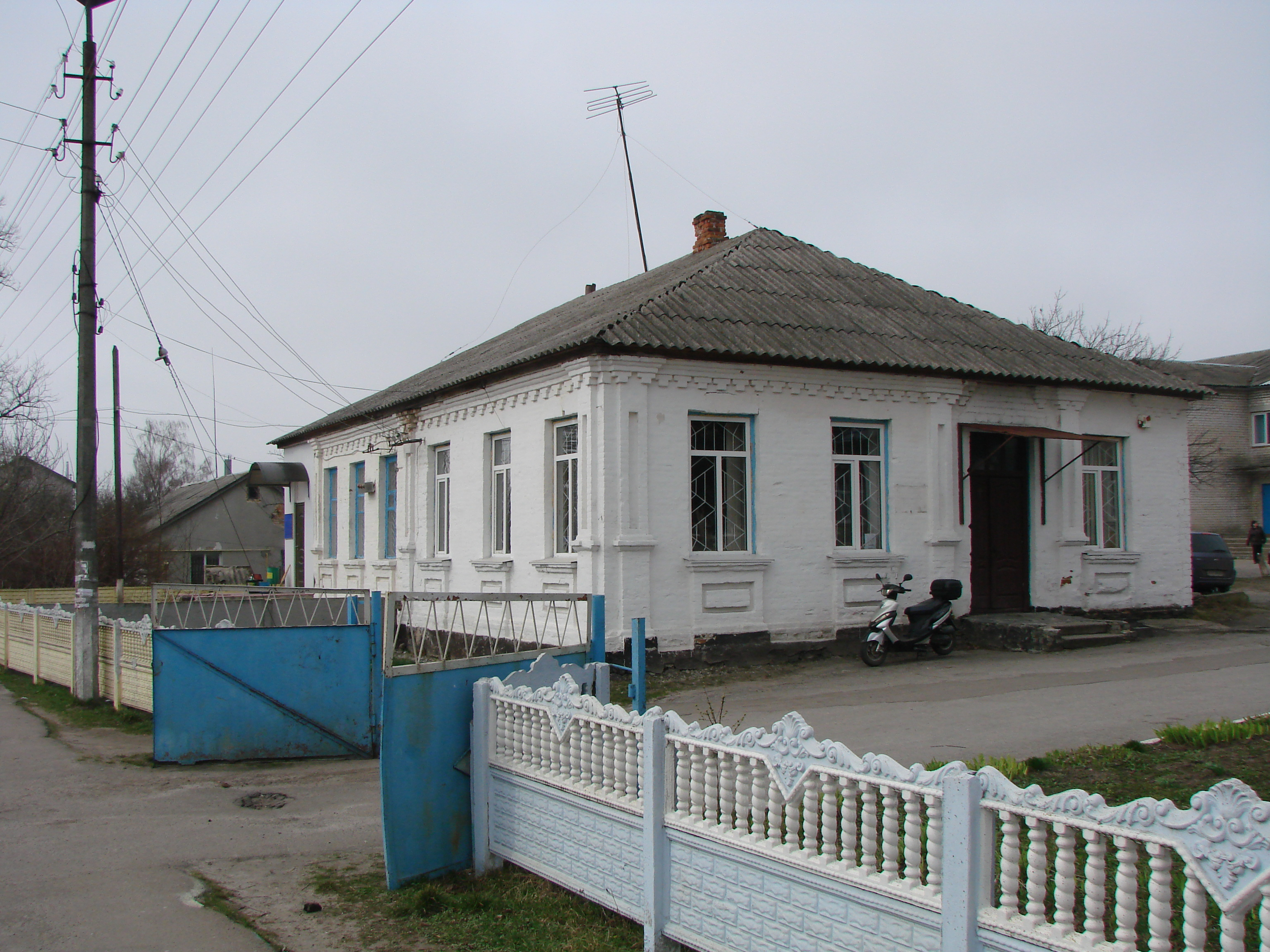
Зразок імперської забудови Брусилова (зараз РАГС та податкова)
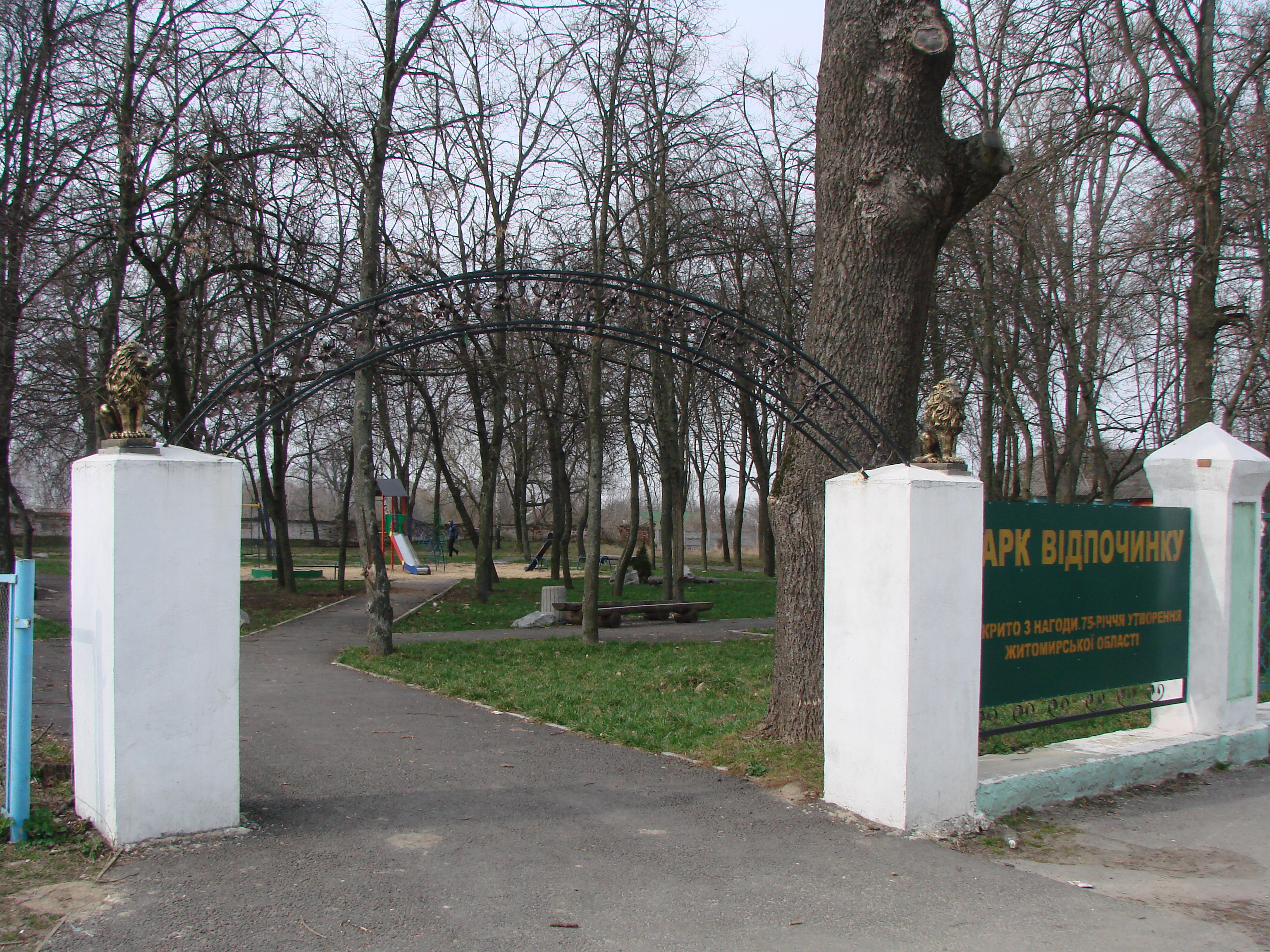
Вхід до парку відпочинку